# Arne Pedersen
Arne Werner Pedersen (ur. 7 września 1917 w Kopenhadze, zm. 11 lipca 1959 w Esbjerg) – duński kolarz torowy i szosowy, brązowy medalista torowych mistrzostw świata.

## Kariera
Największy sukces w karierze Arne Pedersen osiągnął w 1946 roku, kiedy zdobył brązowy medal w indywidualnym wyścigu na dochodzenie zawodowców podczas mistrzostw świata w Zurychu. W zawodach tych wyprzedzili go jedynie Holender Gerrit Peters oraz Francuz Roger Piel. Był to jedyny medal wywalczony przez Pedersena na międzynarodowej imprezie tej rangi. W 1936 roku Pedersen wystartował na igrzyskach olimpijskich w Berlinie, gdzie wspólnie z kolegami z reprezentacji zajął ósmą pozycję w drużynowym wyścigu na dochodzenie, a w wyścigu na 1 km był piąty. Ponadto czterokrotnie zdobywał złote medale torowych mistrzostw kraju w indywidualnym wyścigu na dochodzenie. Startował również w wyścigach szosowych, ale bez większych sukcesów.